# 率川神社
率川神社（いさがわじんじゃ）は、奈良県奈良市本子守町にある神社。大神神社の境外摂社で、正式名称を率川坐大神御子神社といい、また子守明神とも呼ばれる。『延喜式神名帳』に「率川坐大神神御子神社 三座」と記載される式内小社。

## 歴史
推古天皇元年（593年）2月3日、大三輪君白堤が勅命により神武天皇の皇后である媛蹈韛五十鈴姫命を祭神として奉斎したとされ、奈良市最古の神社という。後に元正天皇によって本殿の右側には媛蹈韛五十鈴姫命の父神である狭井大神を、左側には母神である玉櫛姫命が祀られるようになった。
仁寿2年（852年）、文徳天皇の代に従五位下を授けられ、神封6戸（左京4戸、丹後国2戸）を与えられている。治承4年（1180年）12月、平重衡による南都焼討によって社殿が焼失する。
建久元年（1190年）に興福寺の支援により再建されると、以後は興福寺の支配下に入った。
中世以降は春日若宮神官により管理され、「春日三枝神社」とも呼ばれるようになった。その為、中世期の遷宮記録などは、『大乗院寺社雑事記』に度々記録されている。近世には春日大社の大宮外院11社の中にあったが、1877年（明治10年）3月、内務省達により大神神社摂社率川坐大神御子神社と定められた。
本殿中央に御子神（媛蹈韛五十鈴姫命）が祀られ、父母神（西に御父神・狭井大神、東に御母神・玉櫛姫命）が両脇によりそうような姿で鎮座していることより、古くから「子守明神」とたたえられ、安産、育児等の神として篤い信仰がよせられている。南辺を流れる率川は、よって子守川との俗称もある。

## 祭神
- 中本殿 - 媛蹈韛五十鈴姫命
- 右本殿 - 狭井大神
- 左本殿 - 玉櫛姫命

## 境内
- 本殿 - 一間社春日造の社殿が三棟並立して建てられ、障屏により繋がっている[1]。正面にいずれも七級の木階を設け、登高欄に擬宝珠をつける[1]。屋根は桧皮葺で箱棟に千木勝男木を上げており、細部手法から見て江戸時代初期頃の建築と見られる[1]。
  - 中本殿（奈良県指定有形文化財）
  - 右本殿（奈良県指定有形文化財）
  - 左本殿（奈良県指定有形文化財）
- 拝殿
- 率川阿波神社 - 後述
- 住吉社 - 祭神：上筒男命・中筒男命・底筒男命・息長帯比売命
- 春日社 - 祭神：武甕槌命・斎主命・天児屋根命・比売神
- 蛙石
- 社務所

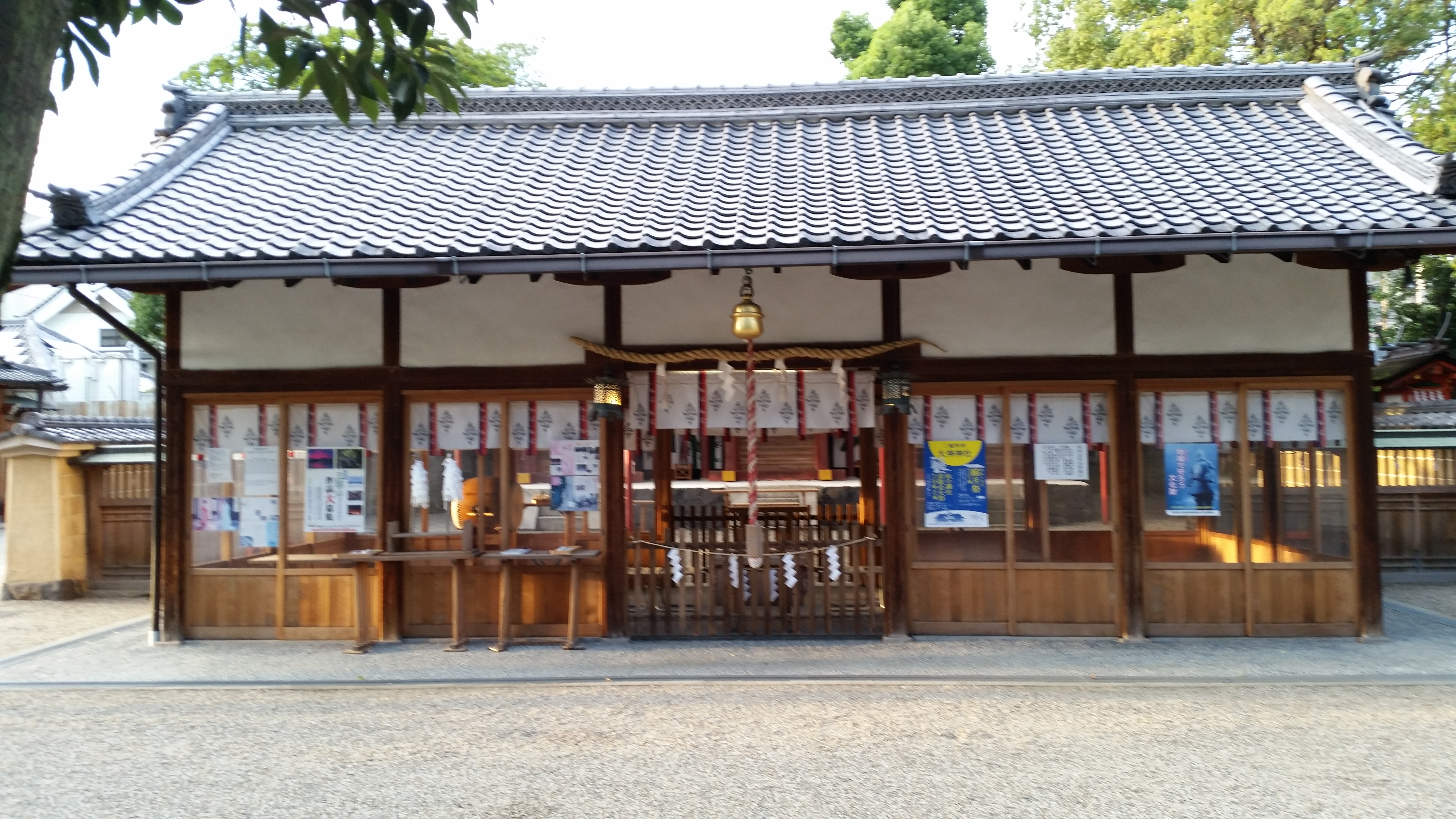
拝殿
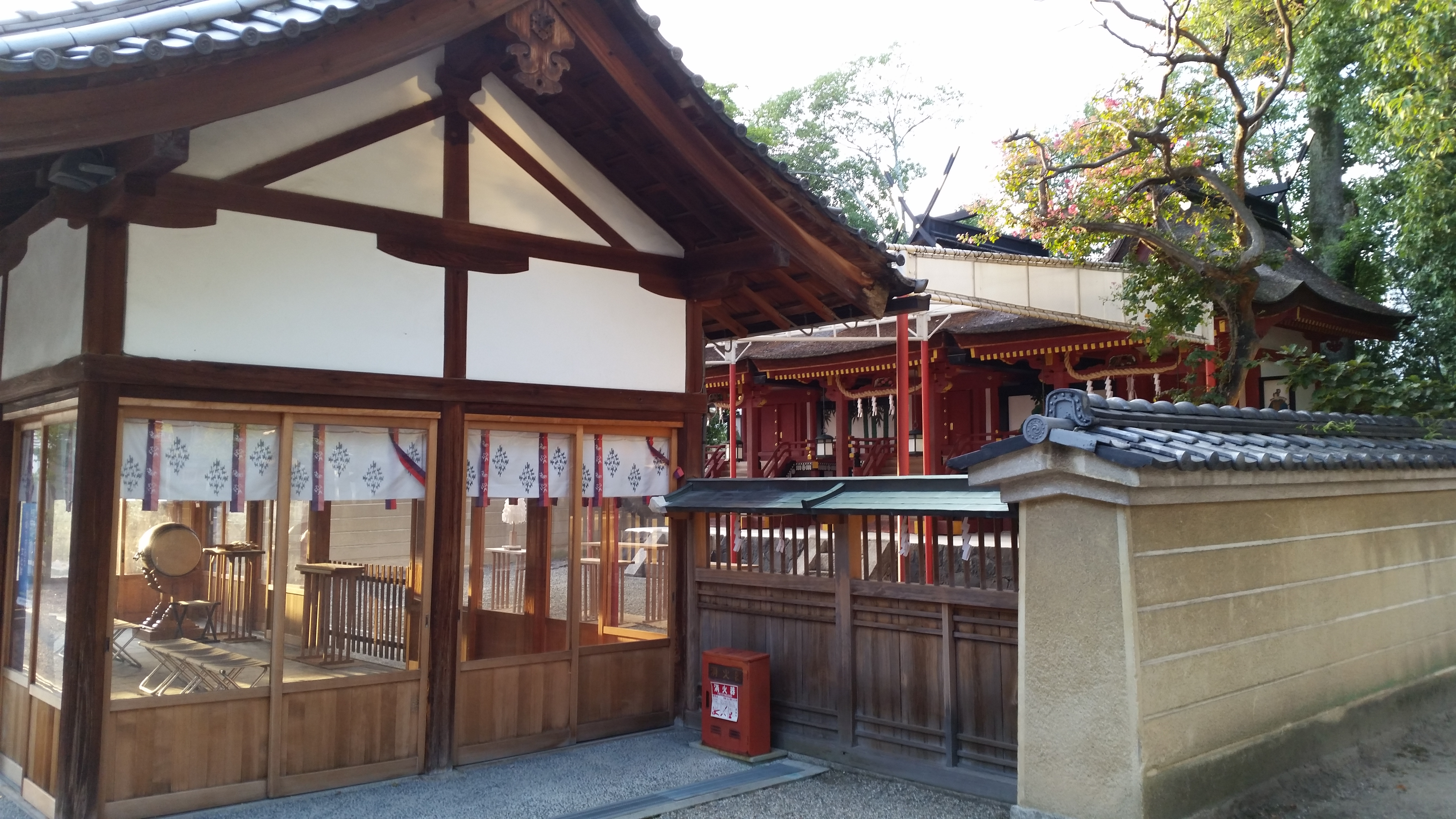
拝殿脇より望む本殿
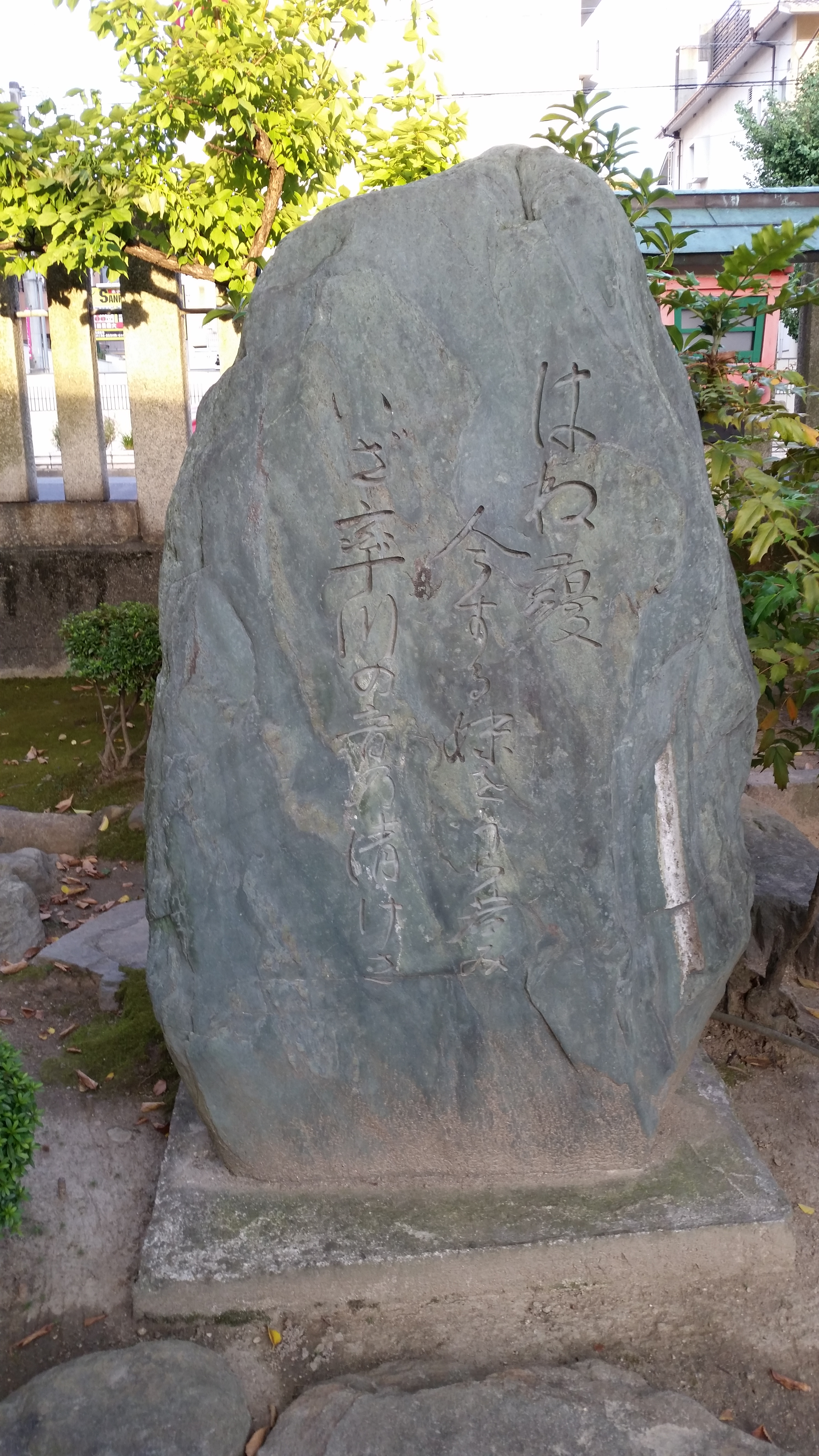
万葉歌碑[注釈 1]
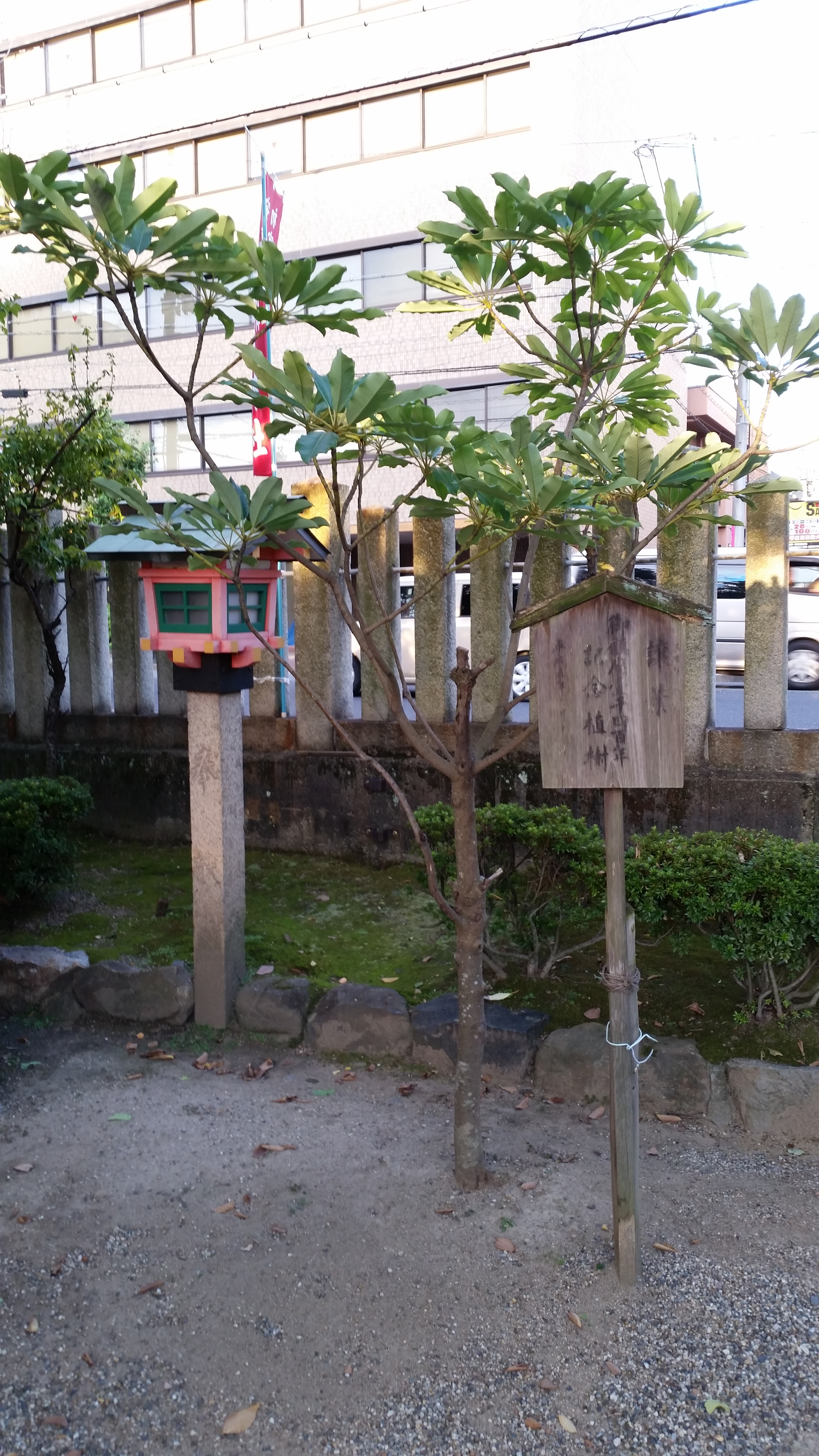
譲葉の植樹
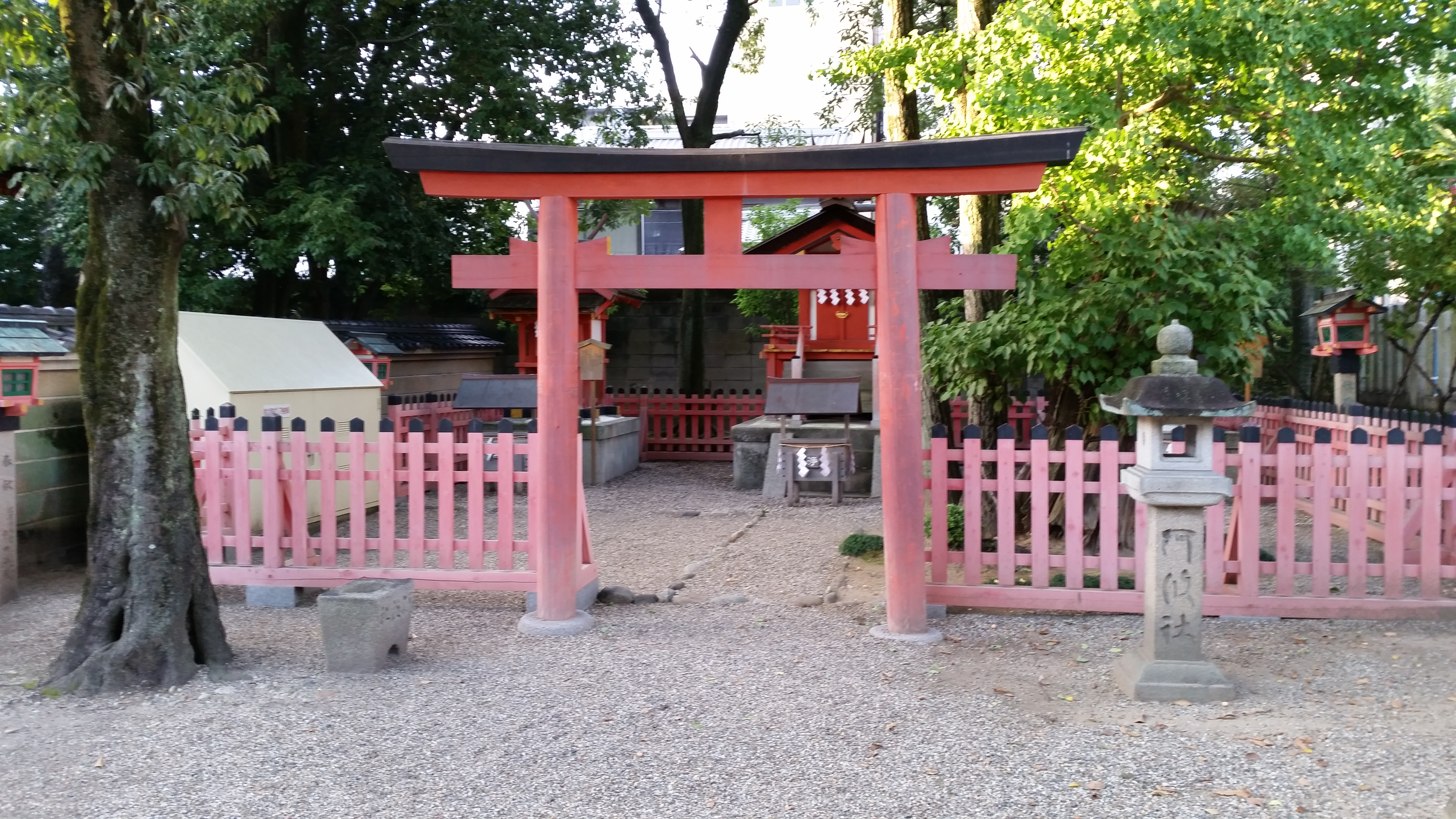
末社及び率川阿波神社鳥居
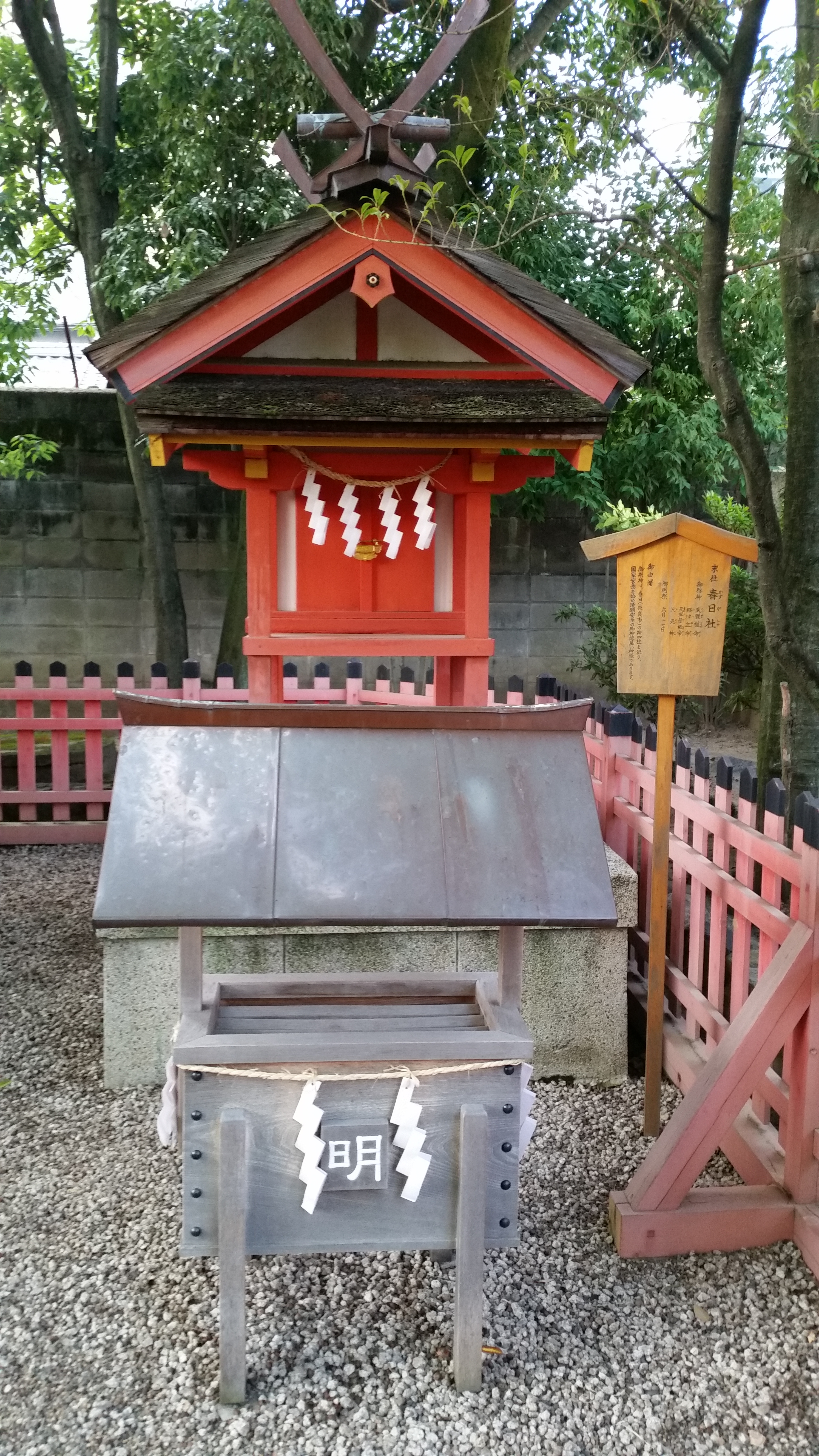
末社 春日社
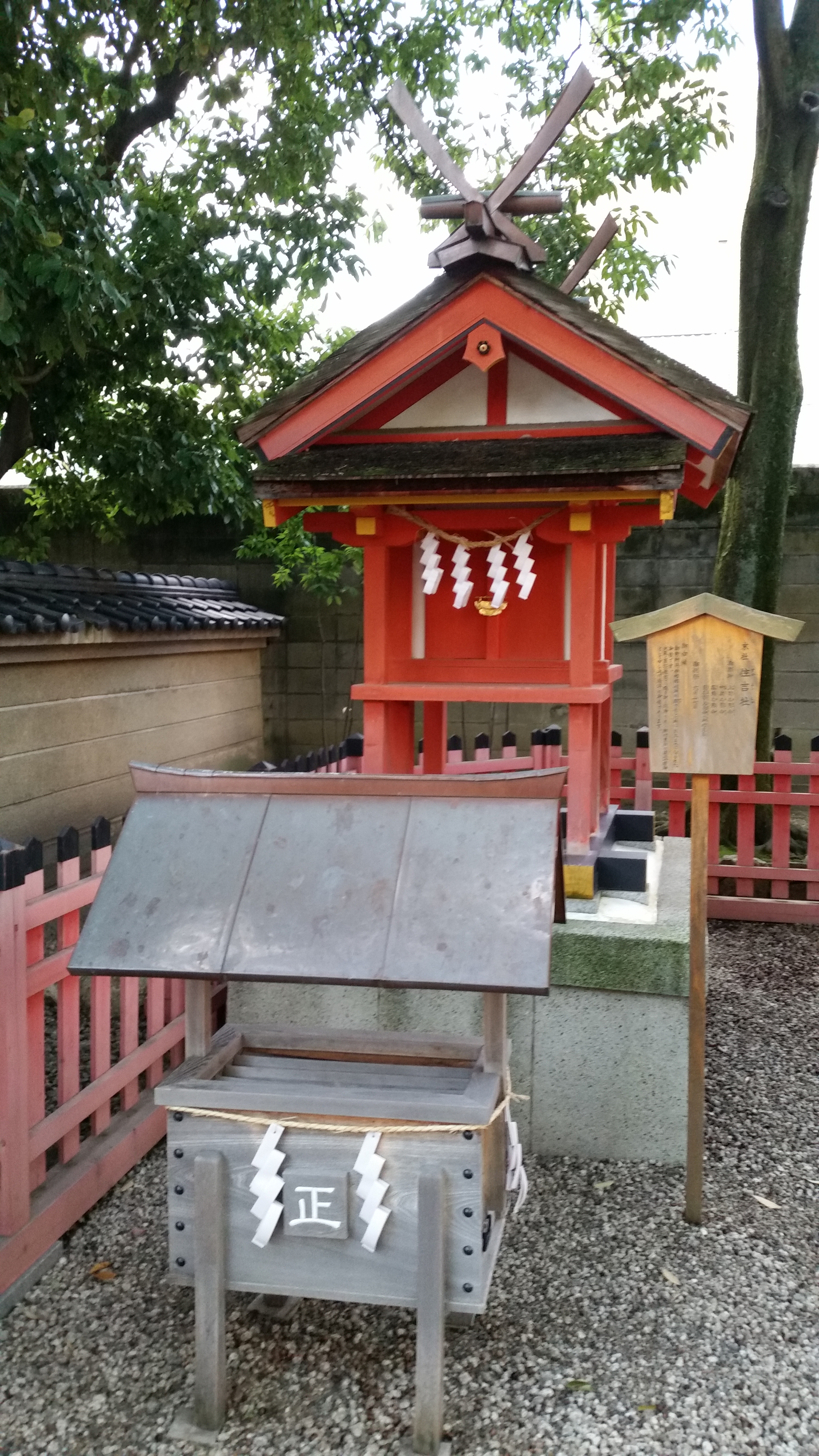
末社 住吉社
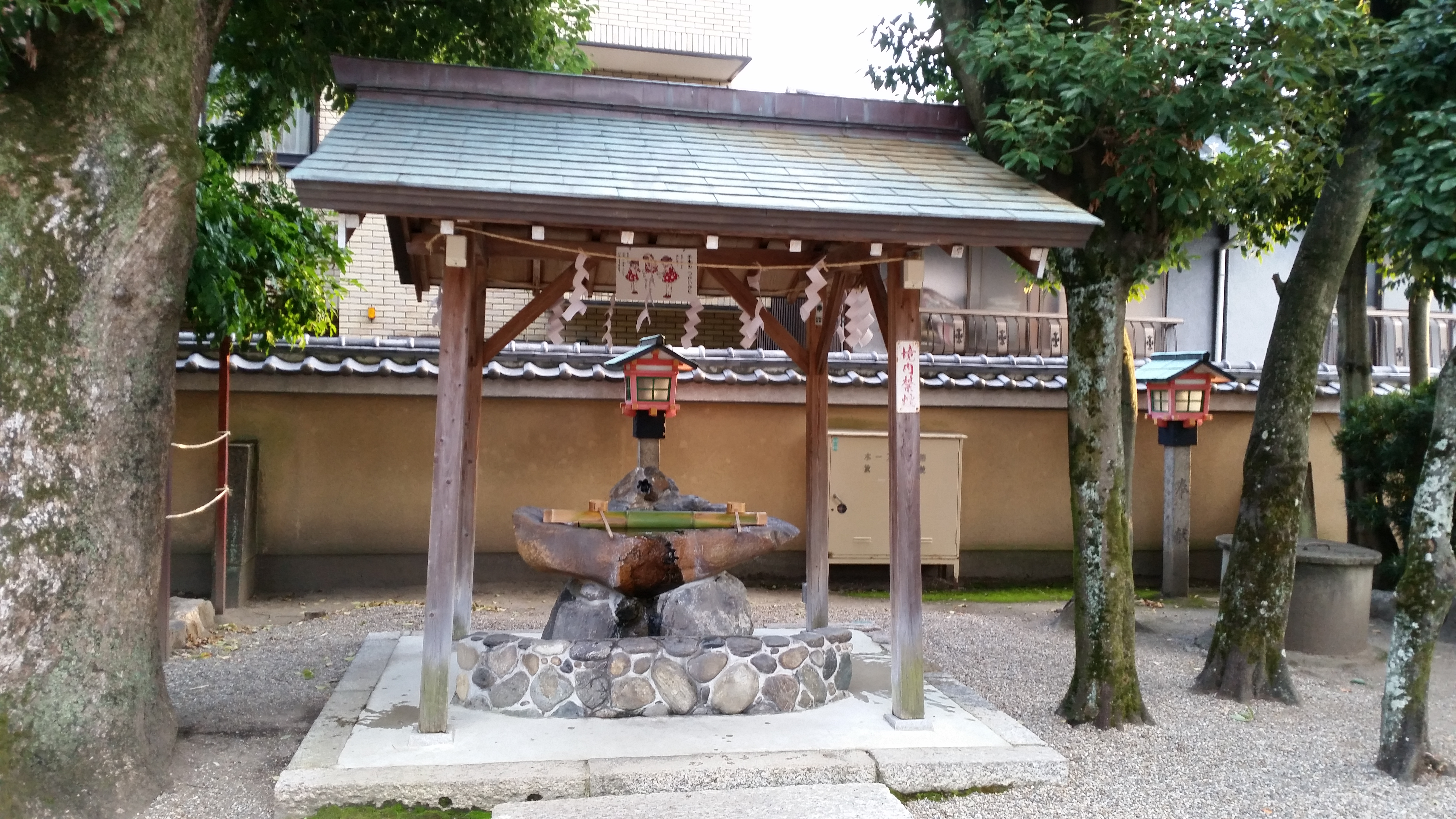
手水舎
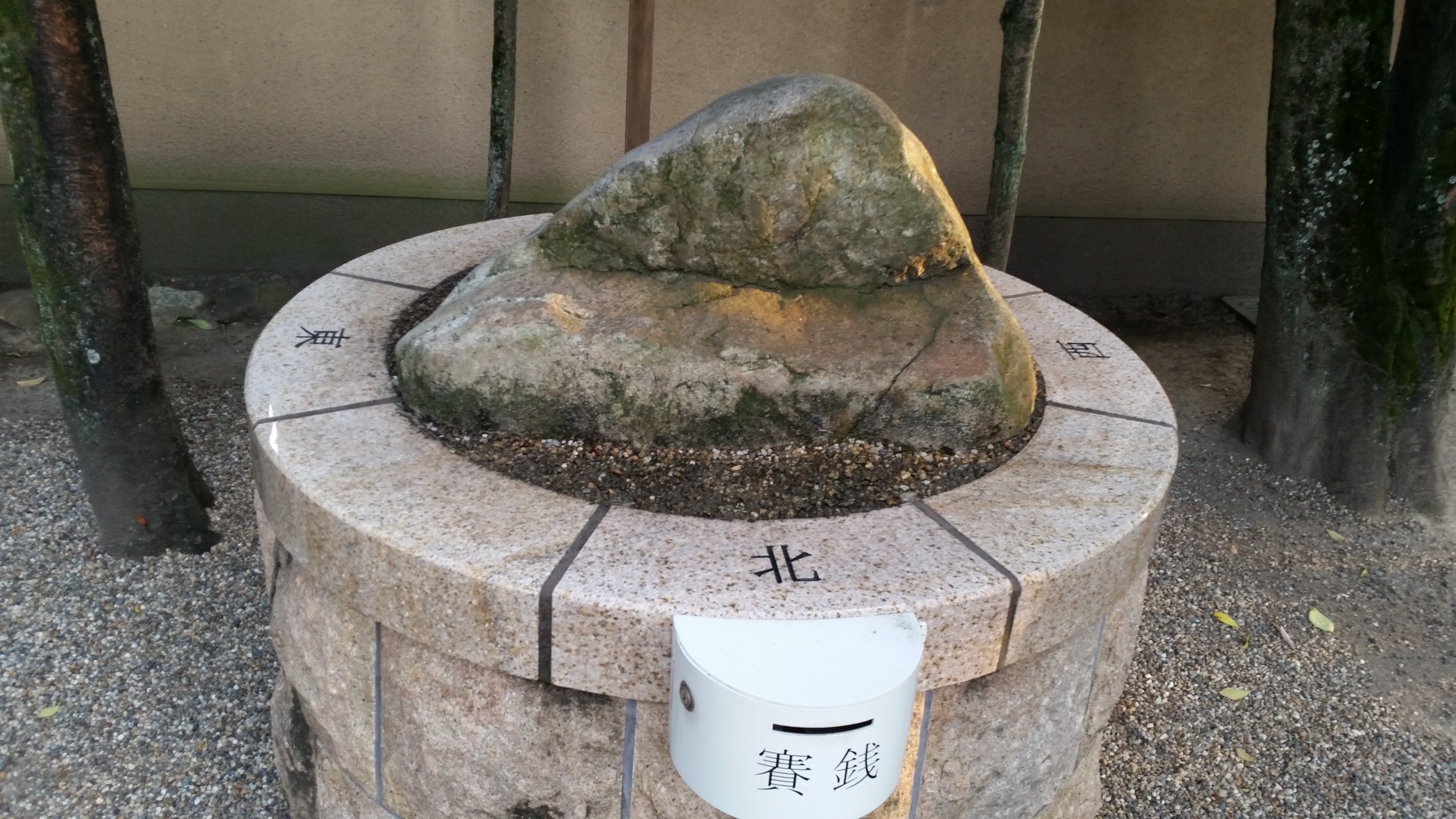
かえる石
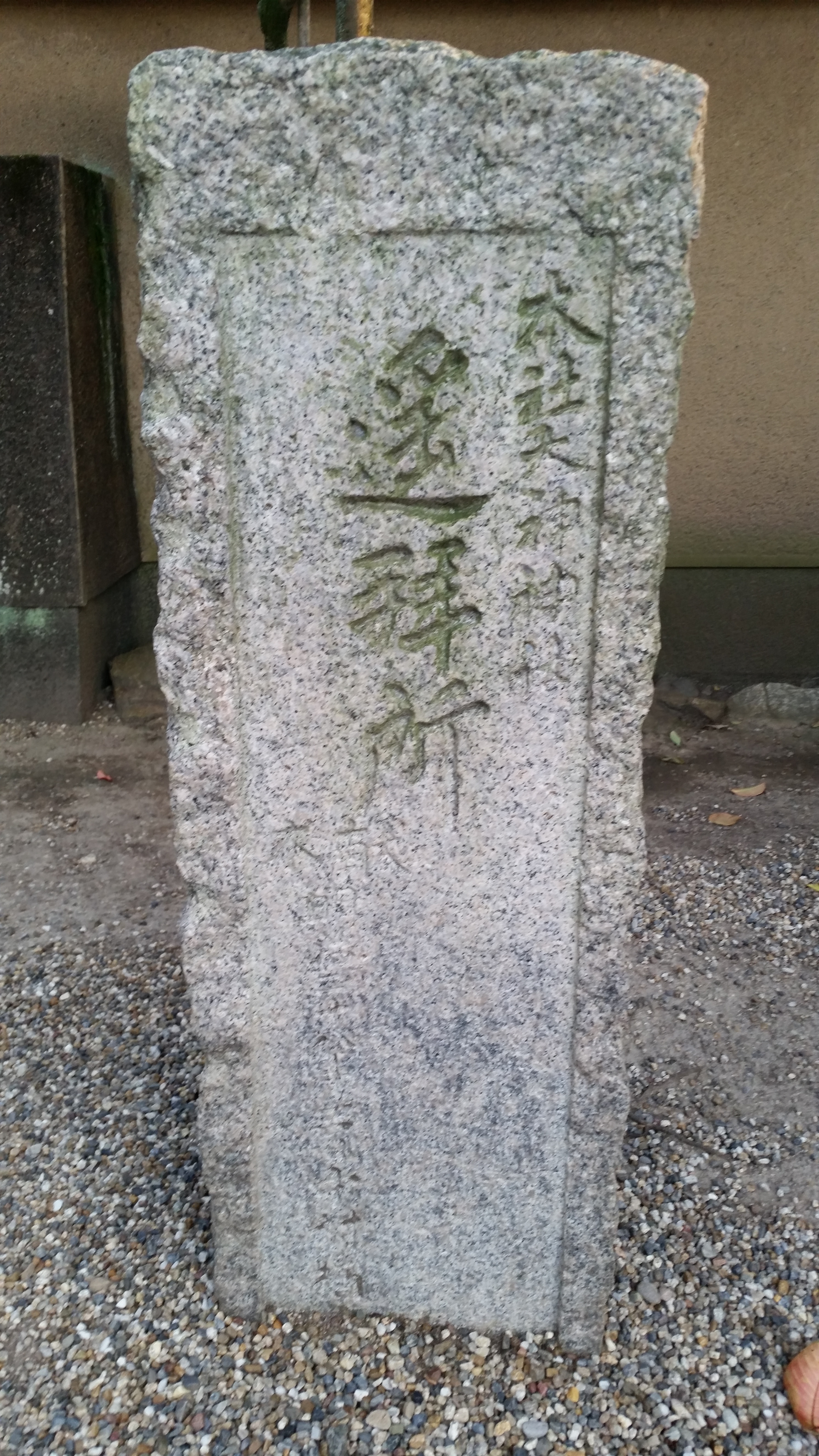
大神神社遥拝所
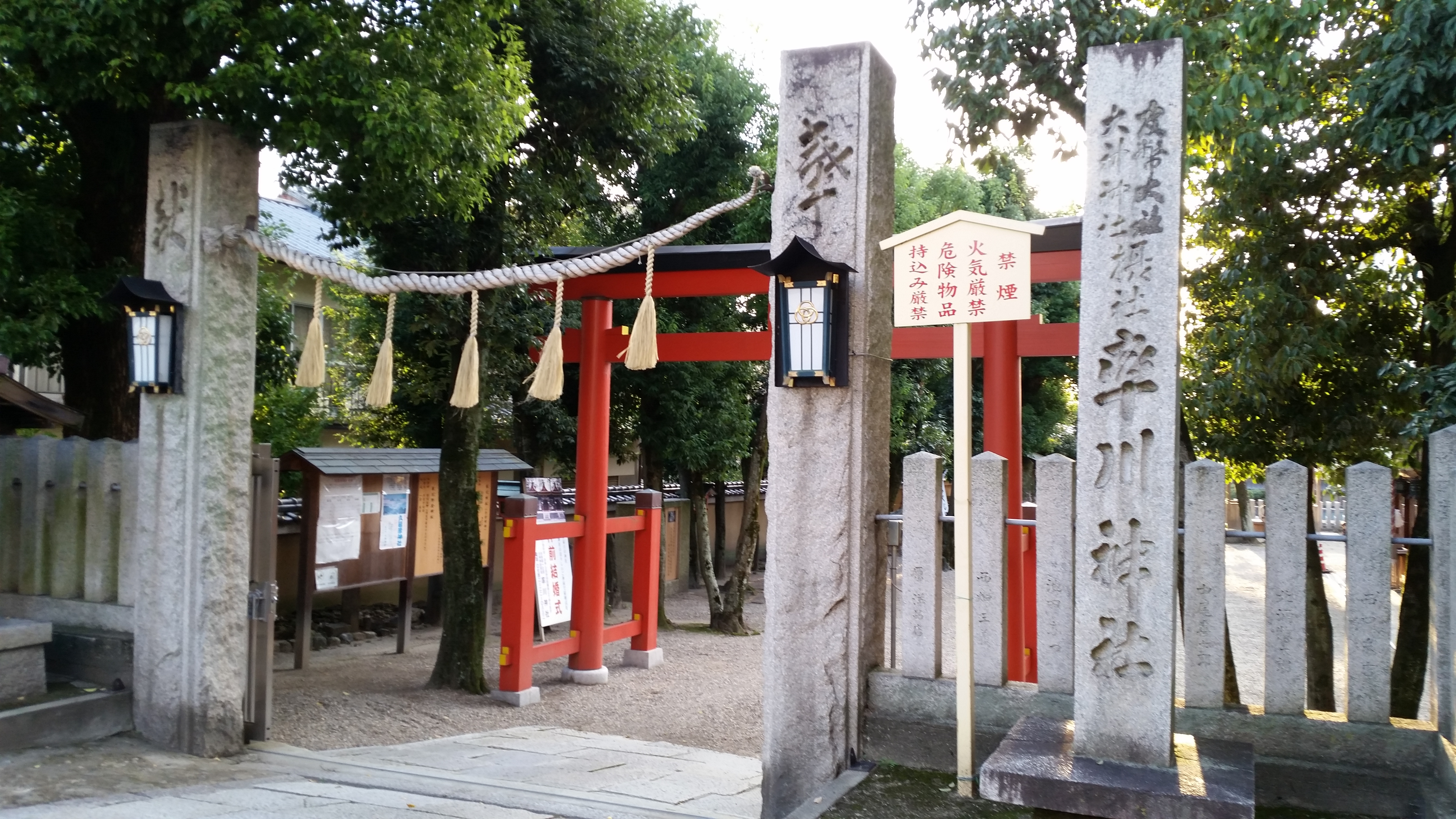
正面鳥居
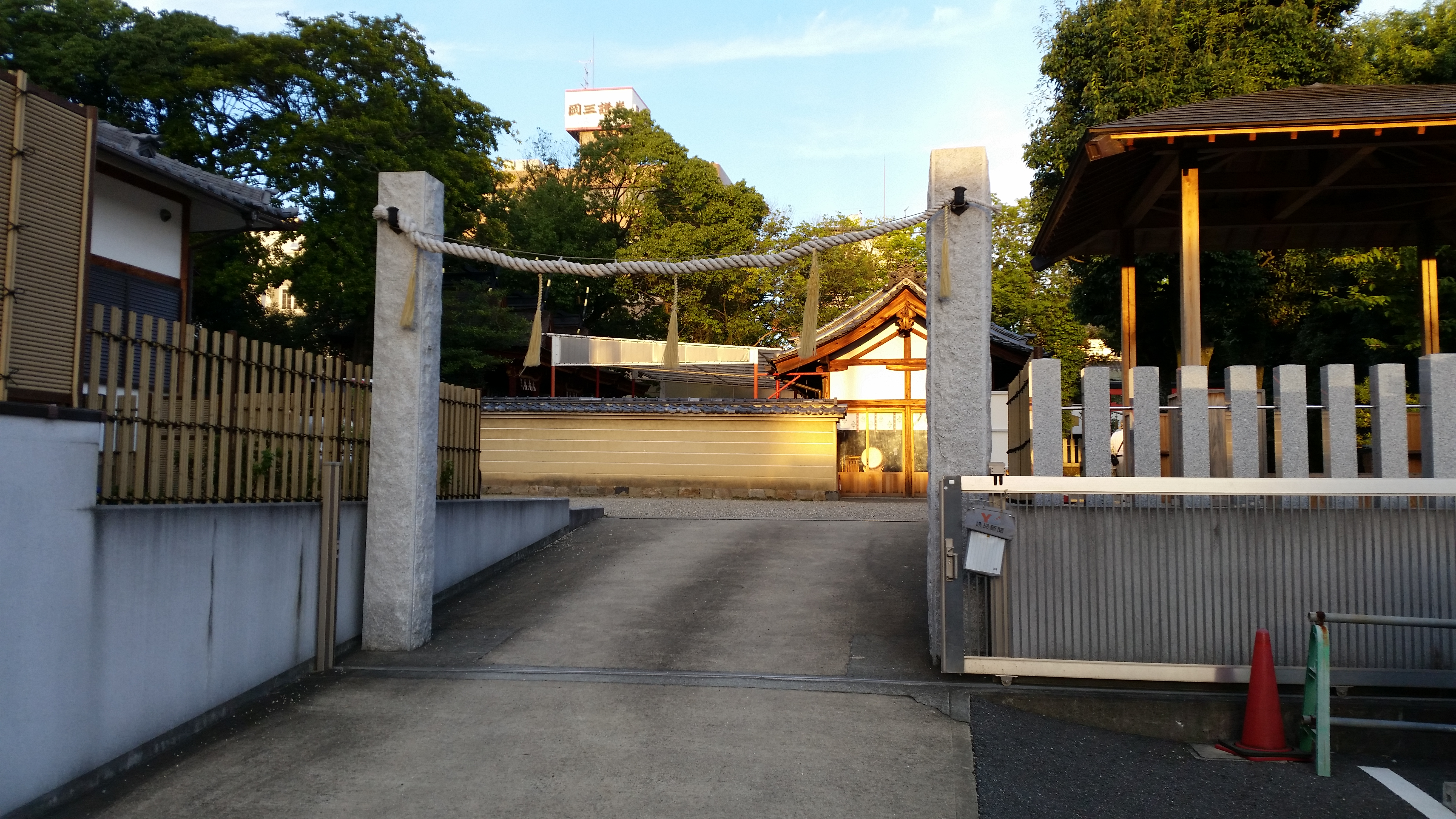
西側鳥居

## 文化財

### 奈良県指定有形文化財
- 本殿・三棟[1]

## 三枝祭
6月17日に行われる例祭で、一般にはゆり祭りの俗称で知られている。三輪山に咲く笹ゆりは古くはさいぐさと呼ばれ、この花が供えられる。
供え物は
- 罇（そん）にしらき・清酒を盛り、缶（ほとぎ）にくろき・濁酒を盛って供え、酒樽の周りをゆりの茎で囲む
- 折櫃に納めた熟饌を柏の葉で蓋をし、黒木の棚に備える
- ゆりの花を大きな桶に盛って供える

といった古式に則った様式で供えられ、鎮花祭に因んだ祭りで、悪疫除けの祈願が込められている。
祭り当日は、祭神である五十鈴姫の古事に則り、祭典後にゆりをかざした七乙女の行列が町中に展開する。大宝令にも記されている古い祭りで、『神祇令』にも「三枝の花を以て酒樽を飾る祭の故に三枝祭という」と記載されている。

## 率川阿波神社
率川神社末社の住吉社と春日社の合間に鎮座する。

### 率川阿波神社由緒
宝亀2年（771年）、大納言是公による建立と伝わり、仁寿2年（852年）、従五位下を授けられている。『延喜式神名帳』に「率川阿波神社」と記載される式内小社。祭神は事代主命で、一般に恵比須神と言われ、6月17日の例祭とは別に1月5日に初戎が行われる。
天文元年（1532年）の土一揆や、三好三人衆と松永久秀の兵火にかかって廃滅した。江戸時代中期の『奈良坊目拙解』によると、旧跡は西城戸町（にしじょうどちょう）南側、東方より2軒目の人家の裏にあり、松樹1株を神木とし祀っていたが甚だ廃れていたという。明治になってようやく小祠が祀られるようになり、1920年（大正9年）に率川神社境内に社殿を遷すこととなった。

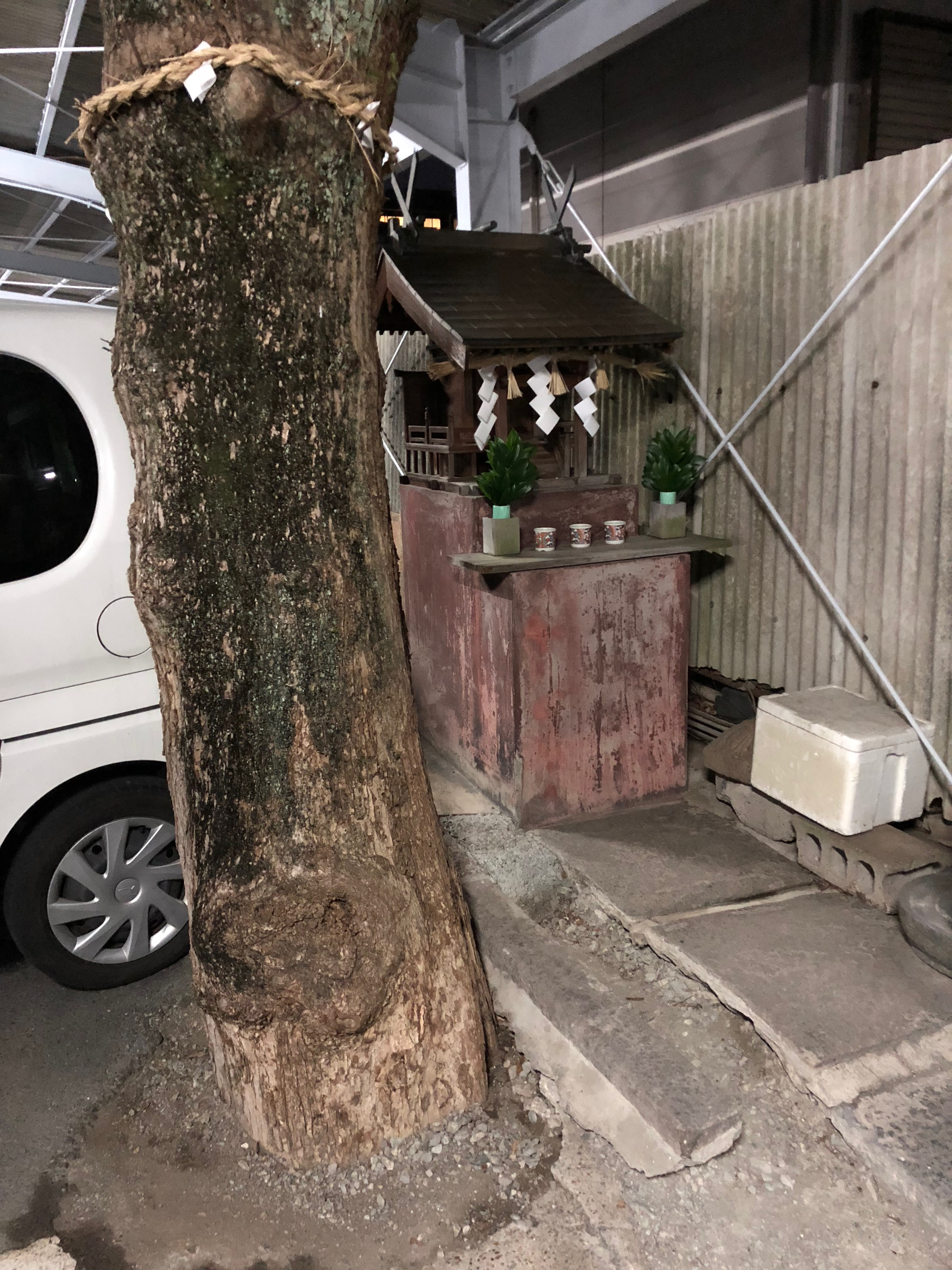
西城戸町の率川阿波神社旧跡

1959年（昭和34年）、境内の整備によって末社の住吉社、春日社と共に現在の場所に移されている。
現在、社殿の前には、旧地から移した「享保3年（1803年）阿波社」と刻まれた四角形石灯籠が1基ある。

## 文学作品での言及
三島由紀夫は晩年の小説『奔馬』において登場人物の本多の言葉として、率川神社の三枝祭について「これほど美しい神事は見たことがなかった。」と書き記している。

## アクセス
- 奈良交通バス市内循環本子守町バス停前
- 近鉄奈良駅7-S出口からやすらぎの道を南へ徒歩5分（経路案内）
- JR奈良駅東口から徒歩8分（経路案内）